# Internationale Filmfestspiele von Venedig 2003
Die 60. Internationalen Filmfestspiele von Venedig fanden vom 27. August bis 6. September 2003 statt.
Für den Spielfilmwettbewerb des Festivals wurde folgende Jury berufen: Mario Monicelli (Jurypräsident), Stefano Accorsi, Michael Ballhaus, Ann Hui, Pierre Jolivet, Monty Montgomery und Assumpta Serna.

## Wettbewerb
Am Wettbewerb des Festivals nahmen folgende Filme teil:
| Filmtitel                              | Regisseur                   | Produktionsland               | Darsteller (Auswahl)              |
| 21 Gramm                               | Alejandro González Iñárritu | USA                           | Sean Penn, Naomi Watts            |
| Alila                                  | Amos Gitai                  | Israel, Frankreich            | Yaël Abecassis, Hana Laszlo       |
| Baramnan gajok                         | Im Sang-soo                 | Südkorea                      |                                   |
| Bu san                                 | Tsai Ming-liang             | Taiwan                        |                                   |
| Buongiorno, notte – Der Fall Aldo Moro | Marco Bellocchio            | Italien                       | Maya Sansa                        |
| Code 46                                | Michael Winterbottom        | Großbritannien                | Tim Robbins, Samantha Morton      |
| Der Drachen                            | Randa Chahal Sabag          | Libanon, Frankreich           |                                   |
| Um Filme Falado – Reise nach Bombay    | Manoel de Oliveira          | Portugal, Frankreich, Italien | John Malkovich, Catherine Deneuve |
| Imagining Argentina                    | Christopher Hampton         | Spanien, UK, USA              | Antonio Banderas, Emma Thompson   |
| Lian zhi feng jing                     | Lai Miu-suet                | Hongkong                      |                                   |
| Il Miracolo                            | Edoardo Winspeare           | Italien                       |                                   |
| Pornografia                            | Jan Jakub Kolski            | Polen, Frankreich             | Krzysztof Majchrzak, Adam Ferency |
| Raja                                   | Jacques Doillon             | Frankreich, Marokko           | Pascal Greggory, Najat Benssallem |
| Rosenstraße                            | Margarethe von Trotta       | Deutschland, Niederlande      | Katja Riemann, Maria Schrader     |
| The Return – Die Rückkehr*             | Andrei Swjaginzew           | Russland                      |                                   |
| Segreti di stato                       | Paolo Benvenuti             | Italien                       |                                   |
| Gefühlsverwirrungen                    | Noémie Lvovsky              | Frankreich                    | Nathalie Baye, Isabelle Carré     |
| Sjaj u očima                           | Srđan Karanović             | Serbien, UK                   |                                   |
| Twentynine Palms                       | Bruno Dumont                | Frankreich, Deutschland, USA  |                                   |
| Zatoichi – Der blinde Samurai          | Takeshi Kitano              | Japan                         |                                   |

* = Goldener Löwe

## Preisträger

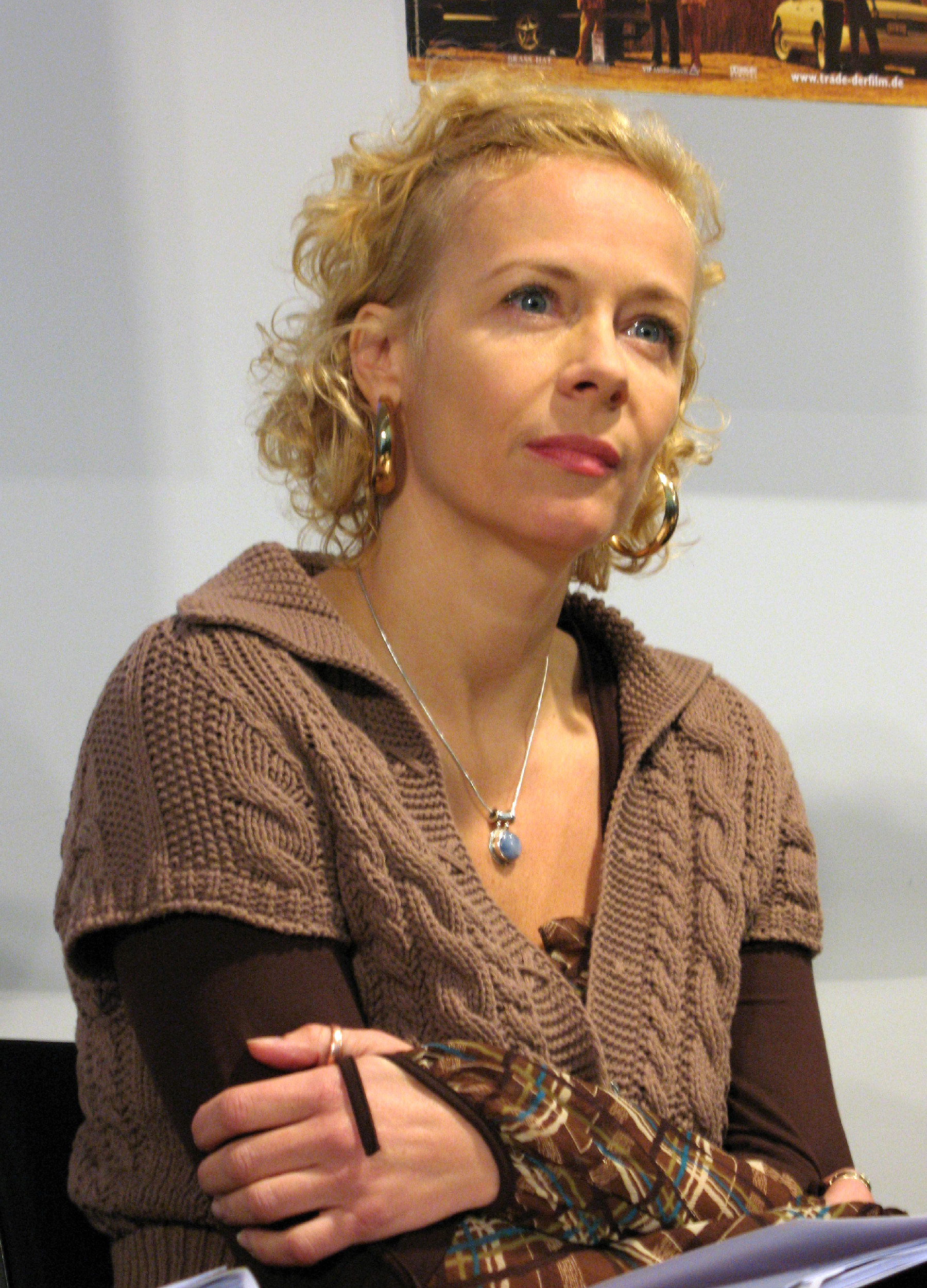
Katja Riemann gewann den Preis der besten Darstellerin

| Preis                                                   | Film                      | Preisträger                     |
| ------------------------------------------------------- | ------------------------- | ------------------------------- |
| Goldener Löwe (bester Film)                             | The Return – Die Rückkehr | Andrei Swjaginzew               |
| Spezialpreis der Jury                                   | Der Drachen               | Randa Chahal Sabag              |
| Coppa Volpi (bester Darsteller)                         | 21 Gramm                  | Sean Penn                       |
| Coppa Volpi (beste Darstellerin)                        | Rosenstraße               | Katja Riemann                   |
| Marcello-Mastroianni-Preis (bester Nachwuchsdarsteller) | Raja                      | Najat Benssallem                |
| Leone Speciale für ihr Lebenswerk                       |                           | Dino De Laurentiis, Omar Sharif |